# Robert Van't Hof
Robert Van't Hof (Lynwood, California; el 10 de abril de 1959) es un extenista profesional de los Estados Unidos.

## Primeros años
Van't Hof nació en Lynwood, California.

## Educación
Van't Hof estudió durante tres años en la Universidad del Sur de California, ganando el título de individuales de la National Collegiate Athletic Association en 1980. Dejó la universidad sin obtener un título, para continuar su carrera en el tenis.
Van't Hof fue incluido en el Salón de la Fama de la Intercollegiate Tennis Association en 2003.

## Carrera profesional
Volviéndose profesional en 1980, Van't Hof ganó su primer título de singles de primer nivel en 1981 en Taipéi y el segundo en 1989 en Seúl. Su mejor actuación en singles en un evento de Grand Slam se produjo en 1983 en Wimbledon, donde alcanzó los 16 finales.
Van't Hof ganó dos títulos individuales de alto nivel y seis títulos de dobles de gira, incluido el Pacífico Sudoeste con Scott Davis en 1985, como un equipo sin semilla. Su ranking más alto en su carrera fue el No. 25 del mundo en singles (en 1983) y el No. 20 del mundo en dobles (en 1986). Se retiró de la gira profesional en 1990.

## Coaching
Después de retirarse como jugador, Van't Hof trabajó como entrenador para jugadores como Lindsay Davenport y Todd Martin.

## Títulos de carrera

### Individuales
| Resultado | N.º | Año  | Torneo                   | Superficie   | Adversario        | Puntuación |
| --------- | --- | ---- | ------------------------ | ------------ | ----------------- | ---------- |
| Derrota   | 1.  | 1980 | Hobart, Australia        | Dura         | Shlomo Glickstein | 6–7, 4–6   |
| Victoria  | 1.  | 1981 | Taipéi, Taiwán           | Alfombra (i) | Pat DuPré         | 7–5, 6–2   |
| Derrota   | 2.  | 1982 | Cleveland, Ohio, EE. UU. | Dura         | Sandy Mayer       | 5–7, 3–6   |
| Victoria  | 2.  | 1989 | Seúl, Corea del Sur      | Dura         | Brad Drewett      | 7–5, 6–4   |

### Dobles
| Resultado | N.º | Año  | Torneo                             | Superficie   | Compañero       | Los opositores                     | Puntuación    |
| --------- | --- | ---- | ---------------------------------- | ------------ | --------------- | ---------------------------------- | ------------- |
| Derrota   | 1.  | 1981 | Tokio, Japón                       | Arcilla      | Larry Stefanki  | Heinz Günthardt Balázs Taróczy     | 6–3, 2–6, 1–6 |
| Derrota   | 2.  | 1982 | Auckland, Nueva Zelanda            | Dura         | Larry Stefanki  | Andrew Jarrett Jonathan Smith      | 5–7, 6–7      |
| Victoria  | 1.  | 1982 | Taipéi, Taiwán                     | Alfombra (i) | Larry Stefanki  | Fred McNair Tim Wilkison           | 6–3, 7–6      |
| Victoria  | 2.  | 1984 | Bristol, Inglaterra                | Césped       | Larry Stefanki  | John Alexander John Fitzgerald     | 6–4, 5–7, 9–7 |
| Victoria  | 3.  | 1985 | Los Ángeles, California, EE. UU.   | Dura         | Scott Davis     | Paul Annacone Christo van Rensburg | 6–3, 7–6      |
| Victoria  | 4.  | 1986 | Atlanta, Georgia, EE. UU.          | Alfombra (i) | Andy Kohlberg   | Christo Steyn Danie Visser         | 6–2, 6–3      |
| Victoria  | 5.  | 1990 | Auckland, Nueva Zelanda            | Dura         | Kelly Jones     | Gilad Bloom Paul Haarhuis          | 7–6, 6–0      |
| Victoria  | 6.  | 1990 | San Francisco, California, EE. UU. | Alfombra (i) | Kelly Jones     | Glenn Layendecker Richey Reneberg  | 2–6, 7–6, 6–3 |
| Derrota   | 3.  | 1991 | Hong Kong, China                   | Dura         | Glenn Michibata | Patrick Galbraith Todd Witsken     | 2–6, 4–6      |